# 旺坡高架橋
克拉塞洞铁路桥（羅馬化：S̄aphān t̄ĥả krasæ）又称旺坡高架橋（英語： 或 ），是一條沿著奎內河懸崖的木造高架橋，在第二次世界大戰時由日軍的盟軍戰俘建造，為泰緬鐵路的一部份。由於高架橋附架有另一條較細的另外一條橋樑，由此有時亦稱為雙高架橋（Double Viaduct）。時至今日，橋樑仍然被使用，並且可以到達旺坡站。

## 歷史
1939年，大日本帝國已計劃建設一條連接泰國和緬甸的鐵路，最終在1942年9月16日動工。建造期間遇到了巨大的懸崖，於是決定沿著此奎內河懸崖修建一條木造高架橋。
鐵路由盟軍戰俘負責修建，日軍把戰俘運送至當地興建，戰俘需要步行至建築地點。1943年3月，700名英國、600名澳洲、450名荷蘭戰俘和100名泰國勞工被分派到建造這橋樑。他們被分成兩更，每更約1,000人日以繼夜地工作。在首次爆破工程中，部份懸崖倒下使許多戰俘喪生，此外陡峭的懸崖亦使不少工人失足致死。在潮濕季節，地面變得濕軟，使人們難以站立。

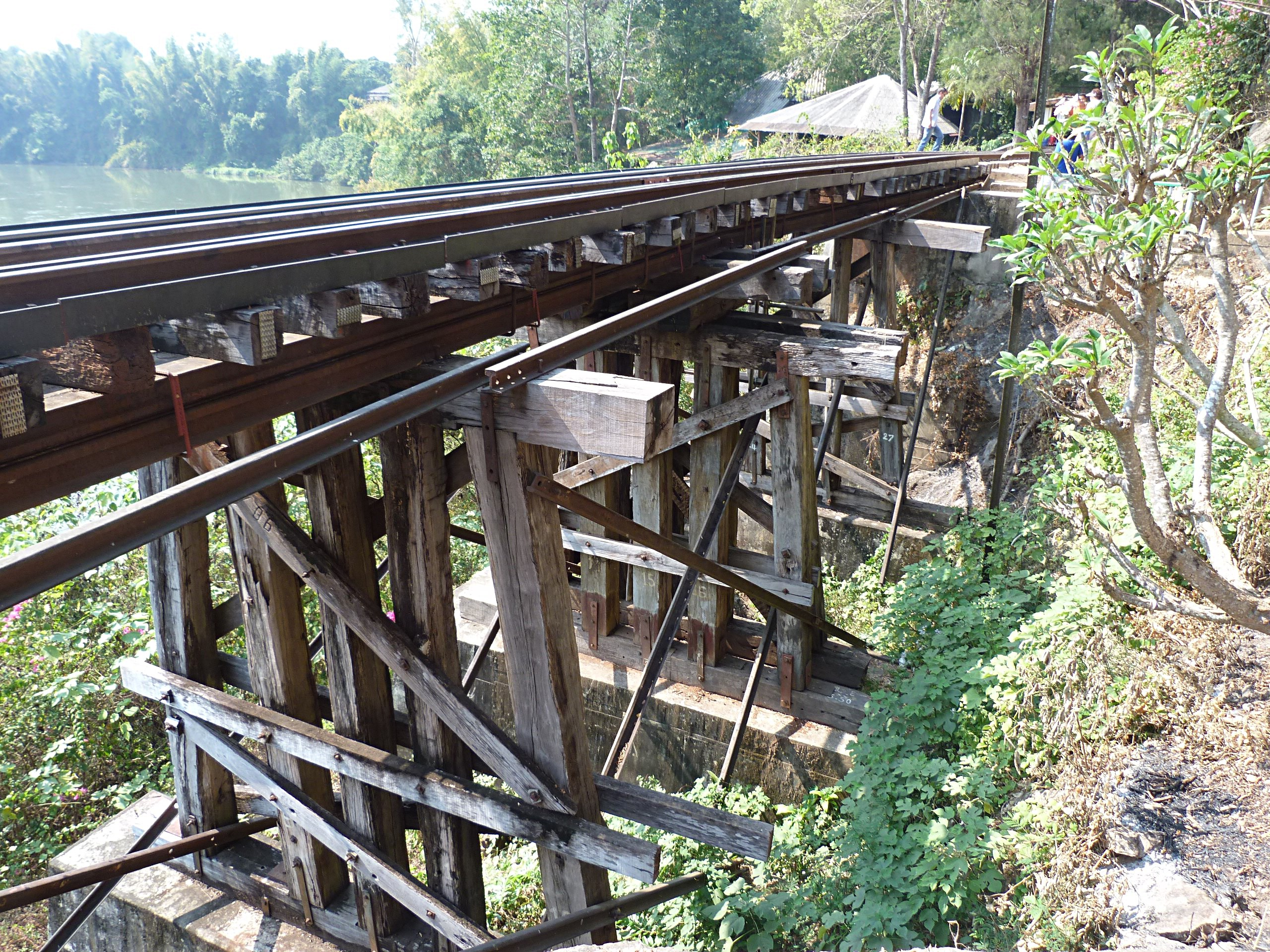

旺坡高架橋最終在1943年4月完工，歷時17天修建。經過不斷強化和修護，高架橋時至今日仍然使用，並成為一個旅遊景點。1944年12月，戰俘回到建築營地興建一條連接旺坡和土瓦的道路，道路寬3米，直線距離110公里，於1945年6月5日完工。
克拉塞洞穴（Krasae Cave）位於高架橋沿線，由戰俘們修建，後來變成了一座佛教寺廟並開放給旅客。